# ویلهلم اشمیت
ویلهلم اشمیت (به آلمانی: Wilhelm Schmidt) (زاده ۱۶ فوریه ۱۸۶۸ - درگذشتهٔ ۱۰ فوریه ۱۹۵۴) مردم شناس و زبان‌شناس آلمانی و از کشیشان کلیسای کاتولیک رومی و بنیانگذار نظریه "توحید نخستین" می‌باشد. وی دانش آموختهٔ دانشگاه‌های برلین و وین بود. او عمدتاً در اتریش اقامت داشت و در دانشگاه وین تدریس می‌کرد. وی مؤسسه‌های انسان‌شناختی در مودلینگ تأسیس کرد و مدیریت آن را برعهده گرفت. اشمیت در سال ۱۹۳۸ میلادی به مقام استادی دانشگاه فرایبورگ رسید. نظریه‌های او دربارهٔ منشأ اولیه ایده خدا برخلاف نظریه رایج جامعه‌شناسی که در آن چندگانه‌پرستی سرانجام، جای خود را به یکتاپرستی می‌دهد، درصدد بود تا مفهوم یکتاپرستی اولیه را به وجود آورد.

## زندگی
ویلهلم اشمیت در سال ۱۸۶۸ میلادی در شهر دورتموند آلمان به دنیا آمد. او در سال ۱۸۹۰ وارد انجمن کلام الهی شد و در سال ۱۸۹۲ به عنوان کشیش کاتولیک رومی آغار بکار کرد. در ابتدا وی تحت تأثیر مردم شناسانی چون فرانتس بوئاس و ادوارد وستر مارک قرار گرفت اما بیش از همه از آرا فریتس گربنر دربارهٔ اشاعه فرهنگی که در نظریه «حلقه فرهنگی» تبیین شده بود تأثیر پذیرفت. در ۱۹۰۶میلادی نشریه آنترپوس را بنیاد نهاد که گزارش پژوهشهای میدانی قوم‌نگاشتی مبلغان مذهبی فرقه او در سراسر جهان به ویژه گینه جدید و توگو را منتشر می‌کرد. وی علاوه بر تدریس در دانشگاه وین بنیاد گذار و سرپرست یک مؤسسه مردم شناختی در مودلینگ نیز بود.

## آرا
وی مطالعات خود را در زمینهٔ زبان‌شناسی پی گرفت و توجه ویژه‌ای به زبانهای آسیای جنوبی، استرالیا و اقیانوسیه داشت. اولین مطالعه تحقیقاتی وی با پژوهش در زبان کهن مردم گینهٔ جدید آغاز گردید؛ اما زود به این نتیجه رسید که باید زبان همه نواحی اقیانوسیه را بکاود. وی موفق شد نشان دهد ریشه زبانهای کهن در جزایر پراکنده اقیانوسیه، اندونزی و استرالیا، با ریشهٔ زبانهای کهن آسیای مرکزی یکی است.
علاقه‌مندی وی به مطالعات قوم‌نگارانه و ارتباط میان نواحی جغرافیایی مختلف جهان و فرهنگ آن نقطه او را به این نتیجه‌گیری رساند که یک فرهنگ کهن اصیل در میان همهٔ نواحی جهان مشترک است؛ فرهنگی که به اقوام شکار-گردآوری تعلق دارد. بقایای چنین فرهنگی را می‌توان در میان پیگمی‌های آفریقا و اقیانوسیه، و قطب نشینان آمریکا سراغ گرفت. اشمیت معتقد بود از این فرهنگ اصیل اولیه، همهٔ فرهنگ‌های دیگر برخاسته‌اند.

### توحید نخستین
از حدود ۱۹۰۰ میلادی به بعد، اصلی‌ترین دغدغهٔ اشمیت کشف تاریخ پیدایی دین درجوامع بشری بود. اصلی‌ترین سبب علاقهٔ اشمیت به این مسئله، اظهار نظرهای آندرو لانگ بود که نظریهٔ تکامل ادیان تایلور را نقد می‌کرد. لانگ معتقد بود حضور آشکار باور به یک موجود عالی آسمانی در میان اقوام بدوی استرالیا و دیگر اقوام بدوی، اتفاقی نیست.
اشمیت با تکیه بر دستاوردهای لانگ و تکمیل مطالعات وی، مقالات مستمری در مجلهٔ آنترپوس با عنوان «منشأ باور به خدا» منتشر نمود.
وی در این مقالات کوشید نظریات رایج در بارهٔ ریشهٔ ادیان را نقد کند و آن‌ها را با نتایج پژوهش‌ها در بارهٔ بدویان استرالیا تطبیق دهد.
اشمیت نتایج و دستاوردهای خود را بازبینی، و در دوازده جلد به زبان آلمانی منتشر نمود. اثر عمده اشمیت «خاستگاه مفهوم خداوند» است. او در این کتاب و کتاب «خاستگاه و رشد دین» بر این بود که بیشتر اقوام ابتدایی به وجودی متعالی باورد دارند و دین آن‌ها را به‌درستی می‌توان یکتاپرستی دانست. بنابراین نظریه، توحید نه تنها آخرین مرحله دین بشر نیست، که ابتدایی‌ترین مرحله آن است. این نظریه، نظریه «توحید نخستین» نام گرفت. دستاوردهای اشمیت در زمینهٔ توحید، بدین قرار بودند:
اولاً، توحید، نظریهٔ دینی مقبول همهٔ جوامع شکار-گردآوری است که وی خود مطالعه نموده است.
ثانیاً، از آنجا که این قبیل اقوام، کهن‌ترین فرهنگ بشری را بازمی‌تابانند، می‌توان دریافت که توحید، کهن‌ترین شکل دین‌داری بشر است. شباهت‌های بسیار در میان این ادیان توحیدی مختلف نیز، می‌تواند حاکی از آن باشد که همگی ریشهٔ واحدی داشته‌اند.
همچنین مفهوم یک موجود برتر آسمانی، چنان از درک این اقوام بدوی بالاتر است که نمی‌توان پذیرفت خود آن را تجربه کرده‌اند.
به عبارت بهتر، چنین درکی باید از یک منبع دیگر غیر از معرفت بشری، یا همان وحی الهی به آن‌ها رسیده باشد.
ثالثاً، در اعصار بعد، با وجود پیشرفت گسترده در ظواهر فرهنگ، مردمان اخلاق و دین را تباه، و اصیل توحید را فراموش کرده‌اند.
بدین ترتیب، توحید زمینهٔ خود را از دست می‌دهد و پرستش خورشید و جادو در میان اقوام توتم پرست جای آن را می‌گیرد.

### اشاعه فرهنگی
اشمیت در کتابی با عنوان «زبان‌های هم‌خانواده و چرخهٔ زبان‌ها در جهان»، میان زبان و ویژگی‌های قومی جغرافیایی ربط جست. در اثر بعدی خود «روش قوم‌نگاری مبتنی بر فرهنگ»، دیدگاه‌های خود را سامان داد و نظریه‌ای در تقابل با تکامل تاریخی فرهنگ‌ها ارائه کرد. او همهٔ نظام‌های فرهنگی را برخاسته از یک فرهنگ اولیهٔ ناشناس دانست و آن‌ها را بر اساس نحوهٔ ادارهٔ اقتصادشان، چنین طبقه‌بندی کرد:
- فرهنگهای مادرتباری که مبتنی بر گردآوری دانه‌های گیاهی هستند.
- فرهنگهای والاتر شکار، که در آن‌ها اقتدار از آن مردان است و توتمیسم نیز در آن‌ها پدید می‌آید.
- فرهنگهای پدر سالار شبانی که در آن‌ها زندگی بر پایهٔ نگهداری از حیوانات اهلی بیابانی شکل گرفته‌است.

از نگاه وی، هر یک از این فرهنگها در منطقهٔ جغرافیایی خاصی پدید آمده، و بعد با اشاعهٔ فرهنگی به نواحی دیگر منتقل گردیده‌اند.
با ورودشان به نواحی دیگر و اختلاطشان با دیگر فرهنگها، فرهنگهای ردهٔ سوم پدید آمده‌اند.
این فرهنگها، متکامل‌تر از جوامع ردهٔ اول و دوم بوده‌اند و پیچیدگی‌های فرهنگی و اقتصادی و دینی و زبانی بیشتری دارند.
بدین سان، فرهنگهایی که با زندگی اقتصادیشان تعریف شده‌اند، شاخصه‌های جدید می‌یابند که بر ساختار و دین جامعه مؤثر است.

### خانواده و جامعه
اشمیت تحول خانواده را بررسی کرد و گونه متفاوت آن را به الگوهای معیشتی ربط داد. او همچنین باور داشت که فرد حتی در جامعه‌های ابتدایی برنهادهای جامعه تأثیر می‌گذارد. اشمیت پس از جنگ جهانی اول تلاش کرد که اصل پراکنش فرهنگی گربنر را در سطحی جهان شمول بکار بندد. او کتاب‌ها و مقاله‌های فراوانی منتشر کرد و حتی خوانندگان عادی نیز مخاطب بسیاری از نوشته‌های او با موضوع اصول اخلاقی خانواده و جامعه بودند.

## بازخورد
برخوردها با نظریهٔ توحید نخستین اشمیت متفاوت بود. از طرفی عمدهٔ انسان‌شناسانی که در بارهٔ انسانهای بدوی اقیانوسیه مطالعه کرده بودند، با وی هم‌نظر شدند و رأی او را صائب دانستند.
از طرف دیگر در میان سایر محققان این نظریه هم در مبانی، و هم در اصل از جهات مختلفی مورد نقد قرار گرفت.
در ابتدا اصلی‌ترین مبنای نظری وی، یعنی باور به اشاعه گرایی، مخالفانی پیدا کرد و به یک دیدگاه همگانی مبدل نگردید.
منتقدان رواج فرهنگهای مشابه میان اقوام را حاصل تشابه ذهنی انسانها و تشابه نیازهاشان دانستند. بنابرین اگر چندگانه پرستی جایی رواج یافته بود، نه به خاطر وام‌گیری از دیگر فرهنگها، بلکه نتیجهٔ ساختار خود جامعه بود.
همچنین در اندیشه اشاعه گرای وی، جایی برای مسئلهٔ لزوم سازگاری و ربط باور دینی و ساختار جامعه و فکر بشر نیست.
از این منظر، تا وقتی پرستش چندین خدا در جامعه مطرح نباشد، تأکید بر پرستش یک خدا هرگز معنا نخواهد داشت.
وی با استناد به برخی شواهد، دین اقوامی را توحیدی خوانده است که عقاید و رفتارهاشان قابل تفاسیر دیگری هم هست.
رافائل پتازونی مهم‌ترین ناقد وی معتقد بود که تعریف اشمیت از توحید، هرگز دقیق نیست.
وی هر نوع باور به خدایی با صفات مختلف و چندگانه را که فراتر از اوصاف انسانی باشند، اندیشه‌ای توحیدی حساب کرده‌است.
پس پرستش صرف خورشید هم نوعی توحید است؛ حال آن که این درک از توحید، با مفهوم مقبول مسیحیان، بیگانه می‌نماید. به همین ترتیب، تأکید اشمیت بر تأثیر الحاد بر شکل‌گیری تاریخ سبب شد آرای او در دوره‌های بعد کمتر مورد توجه واقع شوند.
عده‌ای بر این باور بودند که نظریهٔ اشمیت، یک بیان دوباره از همان اصول کلی تفکر کلیسایی، و نتیجهٔ منصب و تمایلات کلیسایی وی است. باور به خدای یگانهٔ آسمانی در نظر اشمیت، به‌وضوح یادآور مفهوم مسیحی «پدر آسمانی» است. گذشته از این، کلیسائیان همواره کوشیده‌اند نشان دهند چگونه تاریخ بشر، با الحاد و بی‌دینی و انحراف از اصل شکل می‌گیرد. بعد، با ظهور مسیح، دوباره همان اصل بنیادین و نخستین ترویج می‌گردد. این باورها چیزی شبیه همان چرخهٔ فرهنگ بود.
بدین سان، وی بدین متهم شد که می‌خواهد اندیشه‌های بازتابیده در کتاب مقدس را با زبان علم نوین توجیه و بازتبیین کند.
رادکلیف براون وی را به تفسیر جانبدارانهٔ شواهد، و برخی دیگر نیز وی را به خلط علم تجربی با کلام مسیحی متهم نمودند.
زیگموند فروید نیز از او همچون عامل اصلی توقیف مجلهٔ خویش در آلمان، و دشمن برجستهٔ نشر آرای خود یاد کرد.

## نتایج
بحث در بارهٔ امکان توحید نخستین، اکنون از جانب دین شناسان رها شده‌است؛ چرا که یافتن شواهدی کهن تا بدین اندازه، هنوز امکان‌پذیر نیست.
با همهٔ این نقدها، نمی‌توان انکار کرد که مطالعات اشمیت موجب شد که توجهات به موجودات برین در فرهنگهای مختلف بیشتر شود.
برخی مفاهیم بنیادین در انسان‌شناسی، چون «منطقهٔ فرهنگی»، اشاعه، یا حتی چرخهٔ فرهنگ، با مطالعات وی وارد انسان‌شناسی شد.
مطالعاتش در بارهٔ شمنیسم، اساطیر و قربانی هم دستاوردهای مهمی داشت.

## آثار
- خاستگاه و رشد دین۱۹۳۱
- خدایان بلندمرتبه در آمریکای شمالی۱۹۳۳
- روش تاریخی فرهنگی قوم‌شناسی ۱۹۳۹
- اشراق ابتدایی ۱۹۳۹